# آنا مائیلیان
آنا لئونیدی مائیلیان (ارمنی: Աննա Լեոնիդի Մայիլյան؛ زاده ۲۳ اکتبر ۱۹۷۰) یک خواننده اهل ارمنستان بود.

## زندگی‌نامه
وی در ۲۳ اکتبر ۱۹۷۰ در ایروان به دنیا آمد و از کالج دولتی موسیقی رومانوس ملیکیان و کنسرواتوار دولتی کومیتاس ایروان فارغ‌التحصیل گشت. وی برنده جوایزی همچون مدال طلای وزارت فرهنگ جمهوری ارمنستان، هنرمند افتخاری جمهوری ارمنستان شد.

## جستارهای ویژه
- فهرست خوانندگان ارمنی